# سيكم

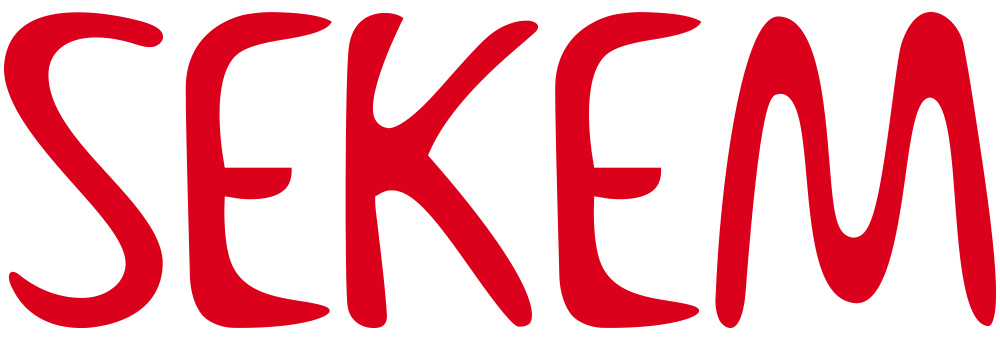

سيكم هو اسم المزرعة التي أنشأها إبراهيم أبو العيش في صحراء بلبيس بمحافظة الشرقية مصر، وهي تتبني مبدأ الزراعة الحيوية والتي لا تستخدم فيها الأسمدة الكيماوية أو المبيدات.
تنتج المزرعة العديد من المنتجات الحيوية مثل الأغذية، والأدوية والمستحضرات الطبية، والمنسوجات، كما اتسع نشاطها ليشمل خدمة المجتمع والخدمات البيئية وخدمات تكنولوجيا المعلومات.
بلغ حجم استثمارات شركة سيكم والشركات التابعة لها في عام 2005 حوالي 200 مليون جنيه مصري، أما حجم التصدير فبلغ حوالي 65 مليون جنيه سنويا.
وبها مركز طبي، وتتبع المؤسسة جامعة هليوبوليس.